# Tasiocera
Tasiocera is een muggengeslacht uit de familie van de steltmuggen (Limoniidae).

## Soorten

### OndergeslachtDasymolophilus
- T. (Dasymolophilus) aspistes Alexander, 1965
- T. (Dasymolophilus) basispinosa Alexander, 1979
- T. (Dasymolophilus) batyle Alexander, 1957
- T. (Dasymolophilus) biacufera Alexander, 1956
- T. (Dasymolophilus) boraceae Alexander, 1954
- T. (Dasymolophilus) brevicornis Alexander, 1929
- T. (Dasymolophilus) cyrtacantha Alexander, 1958
- T. (Dasymolophilus) diacanthophora Alexander, 1975
- T. (Dasymolophilus) dignissima Alexander, 1956
- T. (Dasymolophilus) eriopteroides (Alexander, 1921)
- T. (Dasymolophilus) exigua Savchenko, 1973
- T. (Dasymolophilus) fuscescens (Lackschewitz, 1940)
- T. (Dasymolophilus) gracilior Alexander, 1958
- T. (Dasymolophilus) halesus (Schmid, 1949)
- T. (Dasymolophilus) hova Alexander, 1951
- T. (Dasymolophilus) jenkinsoni Freeman, 1951
- T. (Dasymolophilus) jubata (Alexander, 1936)
- T. (Dasymolophilus) kibunensis (Alexander, 1936)
- T. (Dasymolophilus) liliputana (Alexander, 1934)
- T. (Dasymolophilus) malickyiana Mendl, 1985
- T. (Dasymolophilus) minima Mendl, 1974
- T. (Dasymolophilus) minutissima Edwards, 1912
- T. (Dasymolophilus) miseranda Alexander, 1950
- T. (Dasymolophilus) murina (Meigen, 1818)
- T. (Dasymolophilus) niphadias (Alexander, 1925)
- T. (Dasymolophilus) nokoensis (Alexander, 1928)
- T. (Dasymolophilus) orientalis Edwards, 1928
- T. (Dasymolophilus) plurispina Alexander, 1960
- T. (Dasymolophilus) probosa Alexander, 1956
- T. (Dasymolophilus) propria Alexander, 1956
- T. (Dasymolophilus) robusta (Bangerter, 1947)
- T. (Dasymolophilus) squiresi Alexander, 1948
- T. (Dasymolophilus) subnuda (Alexander, 1926)
- T. (Dasymolophilus) ursina (Osten Sacken, 1860)

### OndergeslachtTasiocera
- T. (Tasiocera) acanthophallus Alexander, 1931
- T. (Tasiocera) angustistylus Alexander, 1926
- T. (Tasiocera) apheles Alexander, 1961
- T. (Tasiocera) aproducta Alexander, 1952
- T. (Tasiocera) attenuata Alexander, 1926
- T. (Tasiocera) axillaris Alexander, 1926
- T. (Tasiocera) barringtonensis Alexander, 1928
- T. (Tasiocera) bipennata Alexander, 1928
- T. (Tasiocera) bituberculata Alexander, 1924
- T. (Tasiocera) bucephala Alexander, 1931
- T. (Tasiocera) cascadensis Alexander, 1944
- T. (Tasiocera) caudifera Alexander, 1926
- T. (Tasiocera) cervicula Alexander, 1925
- T. (Tasiocera) cyatheti Alexander, 1931
- T. (Tasiocera) diaphana Alexander, 1932
- T. (Tasiocera) dicksoniae Alexander, 1931
- T. (Tasiocera) divaricata Alexander, 1932
- T. (Tasiocera) dorrigensis Alexander, 1928
- T. (Tasiocera) gourlayi (Alexander, 1922)
- T. (Tasiocera) gracilicornis Skuse, 1890
- T. (Tasiocera) hiemalis Alexander, 1931
- T. (Tasiocera) longiana Alexander, 1952
- T. (Tasiocera) nodulifera Alexander, 1937
- T. (Tasiocera) occidentalis Alexander, 1928
- T. (Tasiocera) otwayensis Alexander, 1937
- T. (Tasiocera) papuana Alexander, 1936
- T. (Tasiocera) paulula (Alexander, 1923)
- T. (Tasiocera) pernodulosa Alexander, 1955
- T. (Tasiocera) primaveris Alexander, 1928
- T. (Tasiocera) prolixa Alexander, 1944
- T. (Tasiocera) semiermis Alexander, 1932
- T. (Tasiocera) tarsalba Alexander, 1936
- T. (Tasiocera) taylori Alexander, 1931
- T. (Tasiocera) tenuicornis Skuse, 1890
- T. (Tasiocera) terraereginae Alexander, 1931
- T. (Tasiocera) tonnoirana Alexander, 1932
- T. (Tasiocera) tridentata (Alexander, 1922)
- T. (Tasiocera) triton Alexander, 1925
- T. (Tasiocera) unisetosa Alexander, 1926
- T. (Tasiocera) wilhelminae Alexander, 1961